# اصفهانک (تهران)
اصفهانک یکی از محله‌های قدیمی شهر تهران است که از یک سو به دولاب و از سمت دیگر به خاوران می‌رسد. در گذشته قلعه‌ای به نام اصفهانک وجود داشت که بعدها تبدیل به پارک گل رز شد. امامزاده‌ای مشهور به «بقعه چهل‌تن» نیز در این محله قرار دارد.
سلطان محمد بپاس احترام به شاه علاءالدین، بعد از اتمام بقعه شهشهان در اصفهان در سال ۸۵۲ هجری قمری، قراء اصفهانک و درزیان واقع در بلوک دولاب تهران در سه فرسنگی تهران، و همچنین قریه ولاسان واقع در فریدن را وقف بقعه نمود. تاریخ فرمان سلطان محمد در وقف این قراء ۱۲ ربیع‌الثانی ۸۵۲ است.[۱۲] سلطان محمد وقفنامه را به امضاء بزرگان و علمای وقت از جمله مولانا جلال الدین دوانی می‌رساند.[۱۳]
علاوه بر این، وقفنامه بقعه متضمن دستخط وامضای شیخ بهاالدین عاملی است، و توسط بزرگان دیگری از جمله مولانا محمد ترکه، مولانا خلیفه سلطان و مولانا محمد مؤمن الخنجی در دوره سلاطین صفویه مورد تأیید و تسجیل قرار گرفته‌است.
اسناد مربوط به بقعه شهشهان و خاندان شاه علاءالدین محمد در مجموعه اسناد و فرمانهای تاریخی حسین شهشهانی از بازماندگان دودمان بوده که ژان اوبن ایرانشناس معاصر فرانسوی آنها را نزد او مطالعه کرده و در دو مقاله از نوشته های[۱۴] خود در سلسلهٔ Archives Persanes Commentees در سال ۱۳۳۴ خورشیدی (۱۹۵۵ میلادی) معرفی کرده‌است.[۱۵] فهرست اجمالی این اسناد عبارتنداز:[۱۶]
۱- فرمان سلطان محمد مورخ ۱۲ ربیع‌الثانی ۸۵۲ هجری قمری در وقف قراء اصفهانک و درزیان از بلوک دولاب و قریه ولاسان در فریدن.
۲- فرمان یعقوب بیگ آق قویونلو مورخ ۵ ربیع‌الثانی ۸۸۴ هجری قمری در واگذاری مزرعه ولاسان فریدن از موقوفات بقعه شهشهان به متولی بقعه که در آن تاریخ شاه تقی الدین محمد فرزند قواام الدین حسین برادر شاه علاءالدین محمد نقیب بوده‌است.
۳- طومار مورخ ذیقعده ۸۸۶ هجری قمری در تأیید وقف بودن اصفهانک و درزیان و ولاسان با امضاء جلال الدین دوانی که دانشمند مشهور آن دوره است.
۴- صورت مجلس حکم محکمه شرعی مورخ ۱۰ شعبان ۹۰۰ هجری قمری در مورد وقف بودن قریه اصفهانک که رستم بیگ آق قویونلو به لله خود عبدالکریم بیگ بخشیده و شاه تقی الدین محمد متولی وقف، به محکمه شرع تهران شکایت برده‌است.
۵- فرمان رستم بیگ آق قویونلو مورخ ۱ رمضان ۹۰۰ هجری قمری دربارهٔ ضبط موضع اصفهانک که به دنبال حکم مزبور صادر شده و به موجب آن مقرر شده که آن را به تصرف شاه تقی الدین محمد نقیب متولی شرعی گذارند.
۶- فرمان شاه اسماعیل صفوی مورخ ۱۴ ذیقعده ۹۱۰ هجری قمری در واگذاری مقام نقابت نقباء عراق عجم (ناحیه بزرگی در مرکز ایران) به شاه قوام الدین حسین برادر شاه تقی الدین محمد و تنفیذ او در مقام قاضی القضات تهران.
۷- فرمان شاه طهماسب مورخ ۱۰ رجب ۹۳۱ هجری قمری دربارهٔ معزالدین محمد فرزند شاه تقی الدین محمد که پس از این به صدارت رسید.
۸- فرمان شاه عباس اول مورخ جمادی‌الثانی ۱۰۰۶ هجری قمری دربارهٔ میرزا محمد امین نواده شاه تقی الدین محمد.
موقوفات بقعه شهشهان را عمدتاً مزارع کشاورزی و باغات میوه تشکیل می‌دادند. نیت واقف بر اساس مندرجات وقفنامه این است که درآمد این املاک صرف نگهداری و تعمیر بقعه شده، و از آن برای فقراء و مستمندان استفاده شود.